# Parallel universum

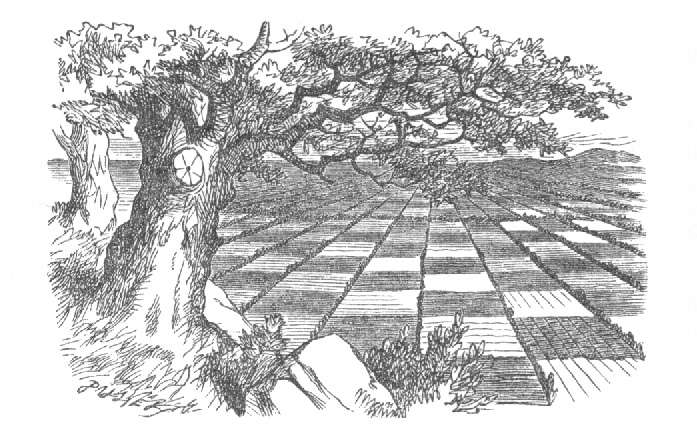
Through the Looking Glass en het parallel universum dat Alice er vond

Een parallel universum of alternatieve werkelijkheid is een van de eigen werkelijkheid onafhankelijk bestaande werkelijkheid die er tegelijk mee voorkomt. Een specifieke groep van parallelle universa heet een multiversum, hoewel deze term ook gebruikt kan worden om er de eventuele parallelle universa mee te beschrijven die de fysieke werkelijkheid constitueren.
In de filosofie zijn al uit de oudheid ideeën over parallelle werelden bekend. In de natuurkunde is er onder meer de veel-werelden-interpretatie van de kwantummechanica. In overdrachtelijke zin wordt het begrip gebruikt voor mensen die het contact met de realiteit geheel of gedeeltelijk verloren hebben. Met name in die samenhang is ook het gedeeltelijk synonieme "alternatieve realiteit" een gebruikelijke aanduiding. In fictie bestaan vele uitwerkingen van dit idee.
Hoewel de termen "parallel universum" en "alternatieve realiteit" in het algemeen taalgebruik als synoniem van elkaar worden gebruikt, heeft het laatste soms de extra connotatie dat het om een werkelijkheid gaat die een variant is van die van ons. De term "parallel universum" is meer algemeen, zonder enige connotaties die duiden op een relatie (of het ontbreken daarvan) met ons eigen universum. Een universum waar de wetten van de natuur heel anders zijn (bijvoorbeeld, doordat er geen relatieve beperkingen heersen en de snelheid van het licht kan worden overschreden), zou in het algemeen beschouwd worden als een parallel universum, maar niet een alternatieve werkelijkheid.

## Fictie
Het fantasygenre heeft het idee van een 'andere wereld' ontleend aan de mythe, de legende en de religie. Hemel, Hel, Olympus en Walhalla kunnen beschouwd worden als alternatieve universa die helemaal verschillen van de vertrouwde materiële werkelijkheid. Moderne fantasy presenteert het begrip vaak als een reeks van sferen of niveaus van bestaan waar de natuurwetten niet gelden of verschillen, waardoor magische verschijnselen optreden. Dit concept vindt men ook in de oude hindoe mythologie, in teksten zoals de Purana's, die een oneindig aantal werelden beschrijven met elk hun eigen goden. Ook in de Arabische literatuur komen beschrijvingen van zulke alternatieve werelden voor, bijvoorbeeld in het verhaal van Duizend-en-één-nacht.
In andere gevallen is een parallel universum, zowel in fantasy als sciencefiction, één enkele andere materiële werkelijkheid, die co-existeert met de onze. Hierbij komt de protagonist van het verhaal vanuit onze werkelijkheid terecht in de realiteit van de fantasie. Een voorbeeld hiervan is The Chronicles of Narnia door C.S. Lewis. Soms dringt deze ene realiteit de onze binnen, zoals wanneer de Engelse heldin van Margaret Cavendish onderzeeërs en "vogelmannen" gewapend met "brandstenen" terug door de poort van The Blazing World naar de Aarde stuurt en een ravage aanricht onder de vijanden van Engeland.
Nog voor het concept van de vele werelden door de kwantummechanica bekend werd, publiceerde Jorge Luis Borges in 1941 de novelle El Jardín de Senderos que se bifurcan ("De Tuin van Vertakkende Paden"). In het boek ontdekt een sinoloog een manuscript van een Chinese schrijver waar eenzelfde verhaal op verschillende, vaak tegenstrijdige manieren wordt verteld. Tijd wordt hier opgevat als een "tuin van vertakkende paden", waar dingen gebeuren op parallelle, oneindig vertakkende manieren.